# 黒門の戦い
黒門の戦い（Battle of the Black Gate）は、J・R・R・トールキンのファンタジー小説『指輪物語』における指輪戦争の最終戦である。黒門の合戦、あるいは「黒門」のシンダール語名からモランノンの戦い（Battle of the Morannon）とも呼ばれる。
ゴンドールとその同盟者は、小勢をもってモルドールの入口である黒門で冥王サウロンに挑戦するふうを装ったが、その実「一つの指輪」の破壊によってサウロンを滅ぼそうという意図を隠し持っていた。実際に指輪はホビットのフロド・バギンズとサムワイズ・ギャムジーによってモルドールに運ばれて滅びの山で破壊されたが、ゴンドールの軍勢の動きは、フロドたちからサウロンの気を逸らすこととなった。
戦いの前には、「サウロンの口」を称する名の無い指揮官が軍勢の前にフロドとサムの私物を提示して挑発する。戦いが始まるとゴンドールの軍勢は圧倒されていくが、指輪が破壊されるとサウロンの軍隊は戦意を失い、滅びの山は噴火し、サウロンの塔バラド・ドゥールは黒門ともども崩壊する。ゴンドールの軍勢は指輪戦争に勝利し、故国へと凱旋する。

## 背景
この戦いはサウロンに対する指輪戦争の最後の戦いであり、モルドールのモランノンすなわち黒門で戦われた。西方の軍勢はアラゴルンに率いられ、モルドールへと一つの指輪を運ぶ危険な役割を引き受けたホビットのフロド・バギンズとサム・ギャムジーからサウロンの注意をそらすべく、黒門まで進軍した。アラゴルンが指輪を所持し、それを用いてモルドールを打ち負かそうとしている、とサウロンが考えるのではないかと期待されたため、進軍の途上、アラゴルンはふれ役に公然と「エレッサール王」の名を布告させてサウロンに挑戦する姿勢を示した。
アラゴルンが率いたのはゴンドールとローハンの兵力7000名で、うち6000は徒歩の者、1000は騎馬の者であった。兵力には、ローハンのエーオメル王、ドル・アムロスのイムラヒル大公、エルロンドの息子たちエルラダンとエルロヒル、ミナス・ティリスの城塞の近衛兵ベレゴンド、そして指輪の仲間の生存者8名のうち5名（アラゴルン、ガンダルフ、レゴラス、ギムリ、ピピン・トゥック）が参加していた。
彼らは2週間前にファラミルとイシーリエンの野伏がハラドリムの軍勢を伏撃したちょうどその地点でオークと東夷による待ち伏せを受けたが、さほどの損失もなく撃退することができた。アラゴルンは、敵が意図的に弱いふりをし、サウロンの軍隊が消耗していると思わせて罠にかけようとしているのではないかと疑った。後にはモルドールへの恐怖が限界に達した一部の兵をカイア・アンドロスの島の奪回と保持に送ったため、黒門に展開した西方の軍勢は6000の兵力にすぎなかった。

## 戦闘
戦いが行われたのは第三紀3019年3月25日である。戦いが始まる前、サウロンは「サウロンの口」と呼ばれる黒きヌーメノーレアンを西側の大将たちへの交渉に送った。彼はガンダルフにサウロンがフロドを捕らえたと信じさせようと、サムの短剣とエルフのマント、フロドのミスリルの鎖かたびらを見せつけた。サウロンの口はフロドを拷問すると脅したが、西方の軍勢はサウロンの降伏条件を受け入れなかった。ガンダルフはサウロンの口からフロドとサムの持ち物を奪い取り、交渉を終わらせた。
西方の軍勢を取りかこんだサウロンの軍隊の数は、少なくとも西方の10倍に達した。西方の軍勢は兵を分け、門に相対するふたつの丘にそれぞれ陣取って円陣を組み、アラゴルン、ガンダルフ、ドゥーネダインとエルロンドの息子たちが左の陣に、エーオメルとイムラヒルおよびドル・アムロスの騎士たちが右の陣を形成した。対するサウロン軍はオークの大群、トロル、東夷やハラドリムといった人間たちから成り、山トロルの大部隊の攻撃から戦いが始まった。戦いのあいだ、ホビットのピピンはミナス・ティリスの城塞の近衛兵とともにあり、トロルを討ち取った。空にナズグールの生き残りが現れると西方の軍勢は恐怖と混乱に陥ったが、風早彦グワイヒィルに率いられた霧降り山脈の大鷲たちが彼ら指輪の幽鬼を迎え撃つ。
すべての望みがついえたかと思われた時、フロドが一つの指輪を指にはめたために、サウロンはフロドが滅びの山にあり、指輪に危険が差し迫っていることを知った。彼はフロドを止めるべくすぐさまナズグールを戦いの場から引き離して送り込み、サウロンの注目を失ったモルドール軍は混乱に陥る。そしてゴクリがフロドの指から指輪を噛みちぎり、歓喜しながら指輪とともに滅びの罅裂へと落ちたことで、サウロンの力は滅ぼされた。ナズグールもまた滅んだ。バラド・ドゥール、黒門、その左右にそびえる歯の塔は、それらを作り上げていた指輪の力が失われたために崩壊した。サウロンは破滅し、空に浮かび怒りに満ちて手を伸ばした彼の巨大な影も風に吹き飛ばされ、その魂は永遠に肉体を失い無力な存在となった。
オークや他のサウロンの生き物たちは、その没落によって統制を失い、西方の軍勢によってたやすく討ち滅ぼされた。自ら命を絶ったり、逃げ隠れるものもいた。誇り高い東夷とハラドリムは勇敢に戦ったが、最後には多くが降伏し、新たにゴンドールとアルノールの統一王国を建てたアラゴルンによって平和裏に故国へと送り返された。

## 解釈
トールキン研究者のトム・シッピーによれば、この戦いの描写はローマ・カトリック教徒だったトールキンによる寓意に近く、トールキン自身が「ユーカタストロフ」と呼ぶ瞬間におけるキリスト教的啓示について書いたものであるという。一つの指輪が破壊されサウロンが永遠に打倒されたとき、鷲が伝令となって喜ばしい便りを報じるが、鷲の歌はシッピーの指摘するところでは聖書の詩篇第24篇と第33篇の文章にとてもよく似ており、「ye」や「hath」といった欽定訳聖書の単語を含んでいる。鷲が「黒門は　破れ」と歌うとき、表面的にはモランノンのことを意味しているが、（マタイ伝16章18節のような）「死と地獄にもとても簡単に適応できる」という。彼の見方では、アングロ・サクソンにおいては3月25日はキリストの磔刑の日であり、受胎告知の日にして天地創造の最後の日でもあることからして、これは意図的に二重の意味をもたせたものだとする。
トールキン批評家のポール・H・コッハーの意見では、解説者たちは一つの指輪の破壊のためモルドールを横断したホビットのフロドとサムが見せる「自己犠牲的な勇気」には注目するいっぽう、モランノンでの戦いに参加した7000名の兵士たちの、「劣らず孤独で無私の勇敢さ」にはあまり言及しない、という。コッハーが書くところでは、フロドとサムが任務を完遂するのがあと一時間遅かったら、「絶望的な」勝ち目の無さからして全軍が失われていただろうし、ホビットたちは西方の軍勢を救ったが、同じくらい西方の軍勢も「ホビットと西方全てを救った」。
解説者たちは、サウロンの口と第二次世界大戦中の著名な人物とのあいだに類似点を見つけている。ガンダルフがサウロンの単なる代弁者との交渉に応じず過酷な占領条件を拒否した点について、ダニエル・ティモンズはウィンストン・チャーチルの影響があると説くいっぽう、シッピーはサウロンの口が西方の軍勢に提示した平和と引き換えの奴隷化された降伏と、ナチス・ドイツ影響下のヴィシー・フランスの状態とを比較している。
グレゴリー・バッシャムとエリック・ブロンソンによるThe Hobbit and Philosophyでは、おどけて子供っぽい人物として冒険に出たホビットのピピンが、黒門の戦いでトロルを討ち取る姿を見せたことからもわかるように、旅の経験を通して本質的な変化を遂げたと言及されている。

## メディアミックス
1957年、モートン・グレディ・ツィンマーマンと彼の同僚がトールキンに、アニメーションとミニチュア、ライブアクションを組み合わせて『指輪物語』の映画を作ることを提案した。黒門の戦いの最後の劇的な場面は、ガンダルフが軍勢が見ている前で指輪の幽鬼をひとりひとり石に変えてゆく展開であった。トールキンは彼らの提案に強く拒否感を示し、けっきょく何も作られることはなかった。
ピーター・ジャクソン監督による実写映画『ロード・オブ・ザ・リング/王の帰還』では、滅びの山でのフロドとサムのシーンを分散させて配し、ガンダルフ、アラゴルンと残りの指輪の仲間のキャラクターに主な焦点をおいた。アラゴルンは原作と異なりトロルと戦うほか、戦闘シーンには多くのエキストラが出演し、ニュージーランド陸軍から派遣された何百人という兵士たちが壮大なスケールの戦いを印象づけている。ジャクソンはある時点でアラゴルンが冥王サウロン自身と直接戦う展開を考えていたが、“賢明にも”トロルとの戦闘へと縮小された。
サウロンの口は映画『王の帰還』のエクステンデッド・エディションで登場し、ブルース・スペンスにより演じられるが、劇場公開版からは出演シーンがカットされた。映画におけるサウロンの口は、黒ずみひび割れた醜い唇と腐食した歯を持つ、デジタル処理で異様に拡大された口蓋を除いたスペンスの顔全体をヘルメットで覆った、病的で醜怪な外見となっている。エクステンデッド・エディションのDVDソフトに収録された制作スタッフのコメンタリーによれば、このアイデアは、サウロンの言葉を繰り返すことが彼に身体がゆがむほどの邪悪な影響を与えている、というデザイン的な解釈が背景にあるという。